# Siad Haji
Siad Haji (Kakuma, Kenia; 1 de diciembre de 1999) es un futbolista somalí. Juega de extremo en el Vermont Green FC. Es internacional absoluto por la selección de Somalia desde 2022.
Nacido en un campo de refugiados somalís en Kenia, Haji se estableció con su familia en los Estados Unidos en 2004. Fue en Mánchester, Nuevo Hampshire, donde comenzó a jugar al fútbol. Juvenil internacional por Estados Unidos, en 2022 aceptó representar a Somalia a nivel adulto.

## Trayectoria
Haji jugó soccer universitario para los New England Pilgrims en 2016, y con los VCU Rams entre 2017 y 2018. Durante su época universitaria, fue jugador del Portland Timbers sub-23 en  la USL League Two.
En enero de 2019 fue seleccionado en el segundo lugar del SuperDraft de la MLS 2019 por los San Jose Earthquakes. Disputó 14 encuentros de la MLS con el club, en su paso por este fue cedido al Reno 1868. Fue desvinculado del club al término de la temporada 2022.
El 19 de enero de 2023, firmó contrato con el FC Tulsa de la USL Championship.

## Selección nacional
Fue seleccionado juvenil por Estados Unidos.
Debutó por la selección de Somalia el 23 de marzo de 2022 ante Suazilandia.

## Estadísticas
Actualizado al último partido disputado el 16 de abril de 2023.
| Club                             | Div.          | Temporada     | Liga  | Liga  | Copas nacionales | Copas nacionales | Copas internacionales | Copas internacionales | Total | Total |
| Club                             | Div.          | Temporada     | Part. | Goles | Part.            | Goles            | Part.                 | Goles                 | Part. | Goles |
| -------------------------------- | ------------- | ------------- | ----- | ----- | ---------------- | ---------------- | --------------------- | --------------------- | ----- | ----- |
| SJ Earthquakes Estados Unidos    | 1.ª           | 2019          | 4     | 0     | 1                | 0                | —                     | —                     | 5     | 0     |
| SJ Earthquakes Estados Unidos    | 1.ª           | 2020          | 4     | 0     | —                | —                | —                     | —                     | 4     | 0     |
| SJ Earthquakes Estados Unidos    | 1.ª           | 2021          | 4     | 0     | —                | —                | —                     | —                     | 4     | 0     |
| SJ Earthquakes Estados Unidos    | 1.ª           | 2022          | 2     | 0     | —                | —                | —                     | —                     | 2     | 0     |
| SJ Earthquakes Estados Unidos    | Total club    | Total club    | 14    | 0     | 1                | 0                | 0                     | 0                     | 15    | 0     |
| Reno 1868 Estados Unidos         | 2.ª           | 2019          | 17    | 1     | —                | —                | —                     | —                     | 17    | 1     |
| Reno 1868 Estados Unidos         | 2.ª           | 2020          | 1     | 0     | —                | —                | —                     | —                     | 1     | 0     |
| Reno 1868 Estados Unidos         | Total club    | Total club    | 18    | 1     | 0                | 0                | 0                     | 0                     | 18    | 1     |
| SJ Earthquakes II Estados Unidos | 3.ª           | 2022          | 7     | 1     | —                | —                | —                     | —                     | 7     | 1     |
| SJ Earthquakes II Estados Unidos | Total club    | Total club    | 7     | 1     | 0                | 0                | 0                     | 0                     | 7     | 1     |
| FC Tulsa Estados Unidos          | 2.ª           | 2023          | 5     | 0     | 1                | 0                | —                     | —                     | 6     | 0     |
| FC Tulsa Estados Unidos          | Total club    | Total club    | 5     | 0     | 1                | 0                | 0                     | 0                     | 6     | 0     |
| Total carrera                    | Total carrera | Total carrera | 44    | 2     | 2                | 0                | 0                     | 0                     | 46    | 2     |